# Der Honigmann
Der Honigmann (del alemán, Hombre del Miel), con el nombre real Ernst "Ernie" Köwing (Bremen, 24 de julio de 1946-Lingen, 24 de febrero de 2018) fue un bloguero, teórico conspirativo y negador del Holocausto alemán.

## Vida
Ernst Köwing vivía en Varel. Era apicultor y dirigía el blog "Der Honigmann sagt..." (El hombre de miel dice...)
Köwing tenía conexiones con el Movimiento Ciudadanos del Reich y creía en la conspiración del Nuevo Orden Mundial. Por ejemplo, afirmó que el Gran colisionador de hadrones en Ginebra era controlado por Iluminados y el Vaticano. Se refería a políticos con el título "gilipollas de rojos y verdes"
En 2016 obtuvo el premio negativo Goldener Aluhut (sombrero de papel de aluminio dorado) en la categoría Verschwörungstheorie allgemein (Teorías conspirativas generales). Se dice que en 2017 el blog tenía más de 10.000 artículos. 
Köwing murió el 24 de febrero de 2018 en el hospital de Bonifatius en Lingen.

## Denuncias y detención
- En 2013 el juzgado de Duisburgo lo condenó a seis meses de prisión de libertad condicional por Volksverhetzung. La causa era un caso de negacionismo del Holocausto.[8][9][10]
- En febrero de 2017 el juzgado de Oldenburg lo condenó a ocho meses de prisión.[7] Desde el 12 de noviembre de 2017 se situó en el JVO Oldenburg y luego fue trasladado al JVO Meppen.

## Obras
- Gesundheit durch die Bienen. Die Hilfe der Bienen zum (Über-)Leben. Argo Verlag, ISBN 978-3-941800-30-4